# Maurice Filion-trófea
A Maurice Filion-trófea egy díj a QMJHL-ben (mely egy junior jégkorongliga Kanadában). A trófeát az év általános menedzserének (GM) ítélik oda. 2006 óta kerül kiosztásra.

## A díjazottak
| Szezon    | Menedzser        | Csapat                       |
| --------- | ---------------- | ---------------------------- |
| 2013–2014 | Steve Ahern      | Baie-Comeau Drakkar          |
| 2012–2013 | Philippe Boucher | Rimouski Océanic             |
| 2011–2012 | Joël Bouchard    | Blainville-Boisbriand Armada |
| 2010–2011 | Mike Kelly       | Saint John Sea Dogs          |
| 2009–2010 | Dominic Ricard   | Drummondville Voltigeurs     |
| 2008–2009 | Dominic Ricard   | Drummondville Voltigeurs     |
| 2007–2008 | Jacques Beaulieu | Saint John Sea Dogs          |
| 2006–2007 | Pascal Vincent   | Cape Breton Screaming Eagles |
| 2005–2006 | Ted Nolan        | Moncton Wildcats             |